# Beauvechain
Beauvechain (en való Bôvetchén, neerlandès Bevekom) és un municipi belga del Brabant Való a la regió valona. L'1 de gener del 2024 tenia 7.231 habitants. Comprèn les localitats de Hamme-Mille, Nodebais, La Bruyère, L'Écluse (Sluizen) i Tourinnes-la-Grosse (Deurne).